# Szetna, a varázsló
Szetna, a varázsló Rajnai András rendezésében 1980-ban készült magyar tévéjáték. Az óegyiptomi motívumok alapján készült filmet a Magyar Televízió IV. Stúdiójában bluebox technika felhasználásával forgatták.

## Történet
Az Ókori Egyiptomban élő Szetna, a memphiszi főpap Ámonhoz, a teremtőhöz fohászkodik: tudást kér tőle, hogy megismerhesse a végtelent. A főisten haragra gerjed, mert szerinte a tudás tiszteletlenné és istentagadóvá tesz, ezért pusztulással fenyegeti meg az embereket. Szetna a nem halott, de nem is élő Nofer segítségével megszerzi Thot, a tudományok és a mágia istene által írt tudást rejtő varázstekercset. Az Idő Bárkáján Ámon közli a döntését, az élőlényeknek pusztulniuk kell, ám az istenek emlékeztetik, ha az emberek megsemmisülnek, akkor az ő életük is céltalan lesz. A főisten szerint egyedül Ozirisz maradhat meg, a Holtak Birodalmának élén. Hogy visszaállítsák a rendet – hiszen csak egyetlen ember szerezte meg a tudást –, az istenek vele akarnak megküzdeni. Először Ozirisz, a Túlvilág Ura, próbálkozik, majd Thot, a tudományok istene, végül Ízisz a termékenység istennője. De sem az ígérgetés, sem a fenyegetés: nem járnak sikerrel. Szetna megosztja tudását a tanítványaival, majd a varázstekercset a fiára bízza. A nőiesség és a szerelem istennője csábításának azonban nem tud ellenállni. Sziuszire, a fia azonban bátran kiáll apja mellett, Ízisz elismeri vereségét. Ezután az Alvilágba csalja Szetnát, hogy ott ítélkezhessenek felette. Itt a fiú apja vétkeiért önként feláldozza magát. A törvény szerint a tudásért halállal lehet fizetni, az istenek kénytelenek megegyezni Szetnával.

## Szereplők
- Szokolay Ottó – Szetna, a memphiszi főpap
- Nagy Attila – Ámon, az istenek királya
- Bozóky István – Thot, a tudományok istene
- Ladik Katalin – Ízisz, a termékenység istennője
- Csurka László – Ozirisz, a Túlvilág Ura
- Benkő Péter – Sziuszire, Szetna fia
- Perédi László – Fáraó
- Némethy Ferenc – Nofer
- Bencze Ferenc – Az Alvilág őrzője
- Máday György – Anubisz, a halottak bebalzsamozója
- Turóczi Zsuzsa – Első nő
- Bittera Judit – Második nő
- Sárosi Gábor – Szolga
- Telessy Györgyi – Szolgálólány
- Sugár István – Követ
- Spiegel Annie – Titokzatos arc
- Közreműködik: 
  - Köllő Miklós és a Dominó pantomim együttes